# Олимпийский стадион (Мюнхен)
Олимпийский стадион, также «Олюмпиаштадион» (нем. Olympiastadion) — многофункциональный стадион в Мюнхене, Германия. Расположен в центре Олимпийского парка Мюнхена, в северной части города. Трибуны стадиона и часть территории олимпийского парка покрыты гигантскими висячими перекрытиями-оболочками архитектора Фрая Отто.
В 1972 году был главной ареной летних Олимпийских игр.
На стадионе проходил финальный матч чемпионат мира 1974 года, в котором сборная ФРГ со счётом 2:1 победила сборную Нидерландов, и финальный матч чемпионата Европы 1988 года, в котором сборная Нидерландов со счётом 2:0 победила команду СССР.
На поле стадиона также три раза проходил финал Лиги чемпионов — в 1979, 1993 и 1997 годах.
С 1972 по 2005 год арена была местом проведения домашних игр футбольных клубов «Бавария» и «Мюнхен 1860». С 2005 года они играют на другом стадионе — «Альянц Арена».

## История
Стадион был построен в период с 1968 по 1972 год в рамках подготовки к Олимпийским играм в Мюнхене и стал главной ареной Игр.
После Олимпиады поле стали использовать футбольные клубы «Бавария» и «Мюнхен 1860» для проведения своих домашних игр. Они использовали стадион до 2005 года, когда в рамках подготовки к чемпионату мира по футболу 2006 года в Мюнхене был построен новый стадион «Альянц Арена». С 2005 года оба клуба выступают на нём.
В 1974 году стадион принимал матчи чемпионата мира по футболу, включая финал, в котором хозяева победили сборную Нидерландов (2:1) и во второй раз в истории стали чемпионами мира.
Также на поле трижды проходили финалы самого престижного клубного соревнования Европы — в 1979, 1993 и 1997 годах.
В настоящее время стадион в основном используется для легкоатлетических соревнований. В 2002 и 2022 годах здесь проходили летние чемпионаты Европы по лёгкой атлетике.
С 2020 по 2022 год на данной арене играл клуб «Тюркгюджю Мюнхен», выступавший в то время в Третьей лиге. Но из-за финансовых проблем и безуспешного поиска нового спонсора клуб был вынужден сняться с турнира по ходу сезона 2021/2022.

## Конструкция и дизайн
Спроектированный немецкими архитекторами Гюнтером Бенишем и Фраем Отто, стадион считался революционным для своего времени. При строительстве были использованы большие навесы из акрилового стекла и стальные тросы, впервые использующиеся в таком количестве для строительства спортивных объектов. Широкий и прозрачный купол должен был символизировать новую, демократическую и оптимистичную Германию. Это нашло своё отражение в официальном девизе Олимпийских игр: «Счастливые игры».

## Транспорт
К стадиону ходит линия метро U3 (остановка Olympiazentrum). Кроме того, рядом со стадионом проходит среднее кольцо (нем. Mittlere Ring) Мюнхена.